# Värnamo GIK
Värnamo GIK är en ishockeyförening från Värnamo blidad 1945. Säsongen 1952/53, 1955/56, 1956/57 och 1957/58 spelade herrarnas A-lag i Division II vilket då var näst högsta serien i svensk ishockey. Sedan dess har man aldrig nått lika högt i seriesystemet. Säsongen 2016/2017 kvalade man till Hockeyettan, dock utan att lyckas kvalificeras och spelar därför kvar i division 2. Värnamo GIK har även ett damlag i Damtrean, ett J18-lag i samarbete med Rydaholms SK, flera olika ungdomslag samt hockeyskola.

### Fotnoter
1. ↑  ”Värnamo GIK”. Eliteprospects. http://www.eliteprospects.com/team.php?team=499. Läst 27 februari 2018.
2. ↑  ”Championnat de Suède 1952/53” (på franska). Hockeyarchives. http://www.hockeyarchives.info/Suede1953.htm. Läst 27 februari 2018.
3. ↑  ”Championnat de Suède 1955/56” (på franska). Hockeyarchives. http://www.hockeyarchives.info/Suede1956.htm. Läst 27 februari 2018.
4. ↑  ”Championnat de Suède 1956/57” (på franska). Hockeyarchives. http://www.hockeyarchives.info/Suede1957.htm. Läst 27 februari 2018.
5. ↑  ”Championnat de Suède 1957/58” (på franska). Hockeyarchives. http://www.hockeyarchives.info/Suede1958.htm. Läst 27 februari 2018.